# Gliedergürteldystrophie 2S
Die Gliedergürteldystrophie 2S, kurz LGMD2S (zu englisch limb girdle muscular dystrophy type 2S), ist eine sehr seltene Muskelerkrankung und gehört zur Gruppe der Gliedergürteldystrophien. Wie andere Gliedergürteldystrophien ist das Krankheitsbild durch eine im Verlauf zunehmende Muskeldystrophie der proximalen (körpernahen) Muskulatur gekennzeichnet. Die Krankheit manifestiert sich im Kindesalter.
Die LGMD2S wird durch eine Mutation im TRAPPC11-Gen (auch C4orf41, chromosome 4 open reading frame 41, genannt) verursacht und autosomal-rezessiv vererbt. Das Gen, das beim Menschen auf Chromosom 4 (11q35.1) lokalisiert ist, kodiert für ein Protein, das als Trafficking protein particle complex subunit 11 bezeichnet wird.
Die LGMD2S wurde erstmals 2013 bei 3 blutsverwandten Mitgliedern einer syrischen Familie beschrieben. Es wurde eine Missense-Mutation im TRAPPC11-Gen nachgewiesen. Die gleiche Autorengruppe beschrieb auch eine andere Mutation im selben Gen bei 5 Mitgliedern von Hutterern, die zu einer Myopathie mit Hyperkinesie, Ataxie und mentaler Retardierung führte.
Das TRAPPC11-Protein ist Teil eines großen Multiproteinkomplexes, dem sogenannten TRAPP-Komplex, der eine wichtige Rolle beim Vesikeltransport innerhalb der Zellen spielt. Es konnte nachgewiesen werden, dass die beiden bekannten Mutationen (Stand September 2013) dazu führen, dass TRAPPC11 nicht an den TRAPP-Komplex binden kann und die Strukturen des Golgi-Apparates zerstört werden.